# Brock (Nebraska)
Brock és una població dels Estats Units a l'estat de Nebraska. Segons el cens del 2000 tenia 162 habitants.

## Demografia
Segons el cens del 2000, Brock tenia 162 habitants, 68 habitatges, i 43 famílies. La densitat de població era de 201,8 habitants per km².
Dels 68 habitatges en un 26,5% hi vivien nens de menys de 18 anys, en un 52,9% hi vivien parelles casades, en un 7,4% dones solteres, i en un 35,3% no eren unitats familiars. En el 29,4% dels habitatges hi vivien persones soles el 22,1% de les quals corresponia a persones de 65 anys o més que vivien soles. El nombre mitjà de persones vivint en cada habitatge era de 2,38 i el nombre mitjà de persones que vivien en cada família era de 2,98.
Per edats la població es repartia de la següent manera: un 27,2% tenia menys de 18 anys, un 5,6% entre 18 i 24, un 22,8% entre 25 i 44, un 22,8% de 45 a 60 i un 21,6% 65 anys o més.
L'edat mediana era de 41 anys. Per cada 100 dones de 18 o més anys hi havia 76,1 homes.
La renda mediana per habitatge era de 26.250 $ i la renda mediana per família de 28.000 $. Els homes tenien una renda mediana de 27.250 $ mentre que les dones 17.813 $. La renda per capita de la població era d'11.999 $. Aproximadament el 12,5% de les famílies i l'11,5% de la població estaven per davall del llindar de pobresa.

## Poblacions més properes
El següent diagrama mostra les poblacions més properes.